# Isoetes hopei
Isoetes hopei är en kärlväxtart som beskrevs av J. R. Croft. Isoetes hopei ingår i släktet braxengräs, och familjen Isoetaceae. Inga underarter finns listade i Catalogue of Life.